# Pionierul
Pionierul a fost o fabrică de încălțăminte din București. Din anii 1980 a avut un contract cu producătorul german de încălțăminte Adidas. Fabrica Pionierul a fost privatizată în 1994, printr-un program care a permis angajaților să preia acțiuni, dar a ajuns pe mâinile fostului director.
În clădirea fabricii Pionierul activa clubul Colectiv, care a luat foc în seara de 30 octombrie 2015, în timpul unui concert rock al formației Goodbye to Gravity.

## Istorie
A fost fondată de Nicola Prodanof în 1913 ca Tăbăcăria Națională, apoi Bourul; fiind situată într-o zonă pe atunci mlăștinoasă la marginea Dâmboviței. Anterior, în 1889, Prodanof a creat câteva mici fabrici de tăbăcărie în Tulcea, orașul său natal. În perioada comunistă a fost naționalizată, i s-a schimbat denumirea în Talpa și ulterior în Pionierul. Deși a avut contract cu producătorul german Adidas pe cutia pantofilor sport scria „Made in France”.
Înainte de 1989, lucrau 8000 de oameni la Pionierul,  atelierele și halele având o suprafață de 135.000 de metri pătrați. Numărul angajaților a scăzut treptat la 5000. În 2015 erau 12 angajați la Pionierul: conducerea și paza iar activitatea economică reprezenta doar o afacere imobiliară controlată printr-un offshore cipriot.

## Legături externe
- Dosarul Colectiv. Legăturile fabricii „Pionierul” cu Mafia rusească, Evenimentul Zilei

## Vezi și
- Dezindustrializarea României
- Jaful economic în România